# Каподризе
Каподризе је насеље у Италији у округу Казерта, региону Кампанија.
Према процени из 2011. у насељу је живело 9654 становника. Насеље се налази на надморској висини од 32 м.

## Становништво
| 1951. | 1961. | 1971. | 1981. | 1991. | 2001. | 2011. |
| ----- | ----- | ----- | ----- | ----- | ----- | ----- |
| 4.505 | 4.362 | 4.675 | 5.620 | 6.498 | 7.508 | 9.773 |